# Кабаньяс, Франсиско
Франсиско Кабаньяс (исп. Francisco Cabañas, 22 января 1912, Мехико — 26 января 2002, Мехико) — мексиканский боксёр, призёр Олимпийских игр.
Франсиско Кабаньяс занялся боксом с 14 лет. В те годы Мексиканский олимпийский комитет не уделял особого внимания боксу, и потому у Франсиско не было денег, чтобы поехать на Олимпийские игры 1928 года в Амстердам.
В 1932 году Олимпийские игры проходили в Лос-Анджелесе, гораздо ближе, но, чтобы попасть туда, Франсиско Кабаньясу пришлось самому собирать 500 песо. 120 песо дал ему боксёр-профессионал Хесус Нахера, которому публика кидала деньги на ринг после его боёв, 300 песо собрала мать, остальные деньги всё-таки выделил генерал Тирсо Эрмандес, возглавлявший национальный олимпийский комитет.
На Олимпийских играх Кабаньяс сумел пробиться в финал, где проиграл венгерскому спортсмену Иштвану Энекешу. СМИ ошибочно назвали его первым олимпийским медалистом в истории Мексики, не зная, что ещё в 1900 году сборная Мексики завоевала бронзовую медаль в поло.
После олимпийского успеха Франсиско Кабаньяс стал капитаном сборной Мексики по боксу, и в этом качестве был на олимпийских играх 1936 и 1948 годов.